# Postsowjetische Staaten

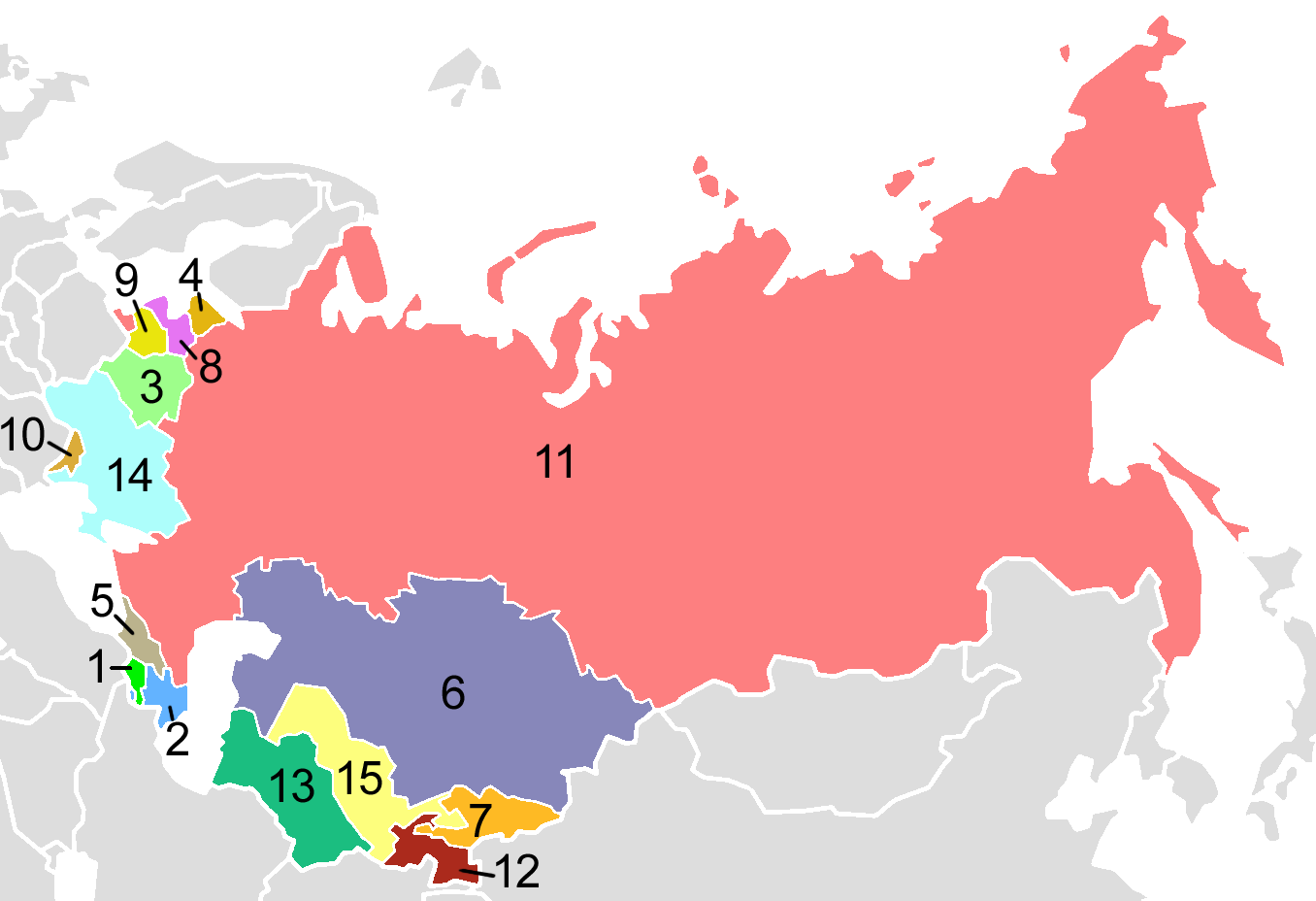
Staaten nach dem Zerfall der Sowjetunion:
Fortsetzerstaat:
11.
Ehemalige Unionsrepubliken, die ihre staatliche Unabhängigkeit erklärten und wiedererlangten:
4.
8.
9.
Nachfolgestaaten:
1.
2.
3.
5.
6.
7.
10.
12.
13.
14.
15.

Als postsowjetische Staaten im politikwissenschaftlichen Sinne werden diejenigen unabhängigen Staaten bezeichnet, die aus dem Zerfall der Sowjetunion hervorgingen. Sie haben überwiegend die alten Namen der Sowjetrepubliken und deren politische Grenzen behalten. Ehemalige Sowjetrepubliken oder postsowjetischer Raum sind synonyme Bezeichnungen, wenn man damit die ehemaligen Republiken benennt, die die Sowjetunion bildeten.

## Geschichte
Mit der Auflösung der Union der Sozialistischen Sowjetrepubliken (UdSSR) und dem Zusammenbruch der staatlichen Autorität 1990/91 waren nationale Unruhen der Staatsvölker der Sowjetrepubliken verbunden, die sich gegen Vertreter anderer Ethnien oder Religionsgemeinschaften richteten. Drei Staaten (Estland, Lettland und Litauen) erklärten die Wiederherstellung ihrer staatlichen Unabhängigkeit. Schließlich konstituierten sich zwölf souveräne Staaten.
Im Dezember 1991 gründeten die Russische Föderation, Belarus und die Ukraine die Gemeinschaft Unabhängiger Staaten (GUS) in den Beloweschen Vereinbarungen. Noch im selben Monat traten weitere Staaten mit der Erklärung von Alma-Ata (heute Almaty) in Kasachstan bei. Die Erklärung gilt seither als Gründungsdokument dieser Organisation. Ziel der GUS ist die Pflege eines gemeinsamen Wirtschafts- und Sicherheitsraumes. Seitdem sind die Ukraine und Georgien, das der GUS 1993 beitrat, wieder ausgetreten.

## Sprache
Durch den langjährigen Zusammenschluss, die Russifizierung und die Ansiedlung ethnischer Russen hat die russische Sprache und Kultur noch heute einen deutlichen Einfluss in diesen Ländern. So wird die russische Sprache teilweise als Verkehrs-, Regional- oder sogar Amtssprache verwendet. So ist beispielsweise in der Ukraine, wo laut der Nationalen Akademie der Wissenschaften im Jahr 2011 42,8 % der ukrainischen Bevölkerung zu Hause Ukrainisch, 38,7 % Russisch und 17,1 % beide Sprachen verwenden, in einigen Regionen Russisch neben dem Ukrainischen eine Regional- bzw. zweite Amtssprache. Seit 1995, als in Belarus (Weißrussland) das Russische dem Belarussischen wieder als Amtssprache gleichgestellt wurde, fällt der Anteil der belarussischsprechenden Personen, insbesondere der Landbevölkerung im Verhältnis zur russischsprechenden Stadtbevölkerung. So gaben 2009 23,4 % an zu Hause Belarussisch und 70,2 % Russisch zu sprechen, wobei der Unterschied in Städten mit 11,3 % Belarussisch zu 81,9 % Russisch noch eindeutiger die Tendenzen zeigt. Lettland, wo 58 % der Bevölkerung Lettisch und 37 % Russisch als Muttersprache angab, gibt den eigenen Einwohnern nur dann die lettische Staatsangehörigkeit, wenn eine Prüfung in Lettisch bestanden wurde.

## Geographie
Die Staaten können in fünf geografische Regionen eingeordnet werden, mit entsprechenden gemeinsamen geografischen, kulturellen oder politischen Merkmalen, zum Teil auf der historischen Beziehung zu Russland basierend.

### Restituierte Staaten
- Baltikum:
  - Estland
  - Lettland
  - Litauen

Die baltischen Staaten waren in ihrer Geschichte verschiedenen europäischen Mächten wie dem Deutschen Orden, Dänemark, Polen und Schweden unterworfen, jedoch seit dem 18. Jahrhundert die meiste Zeit dem russischen Nachbarn untertan, nachdem sie nach dem Großen Nordischen Krieg vom Russischen Reich einverleibt worden waren. Sie wurden nach dem Ersten Weltkrieg unabhängig, bis die Sowjetunion im September/Oktober 1939 von den Balten Beistandspakte und Stützpunktabkommen erpresste. Dies ebnete den Weg, um die drei baltischen Staaten nach Einmarsch der Roten Armee (Mitte Juni 1940) und Scheinwahlen (14. Juli) letzten Endes im August 1940 annektieren zu können.

### Nachfolgestaaten der UdSSR
- Russland:

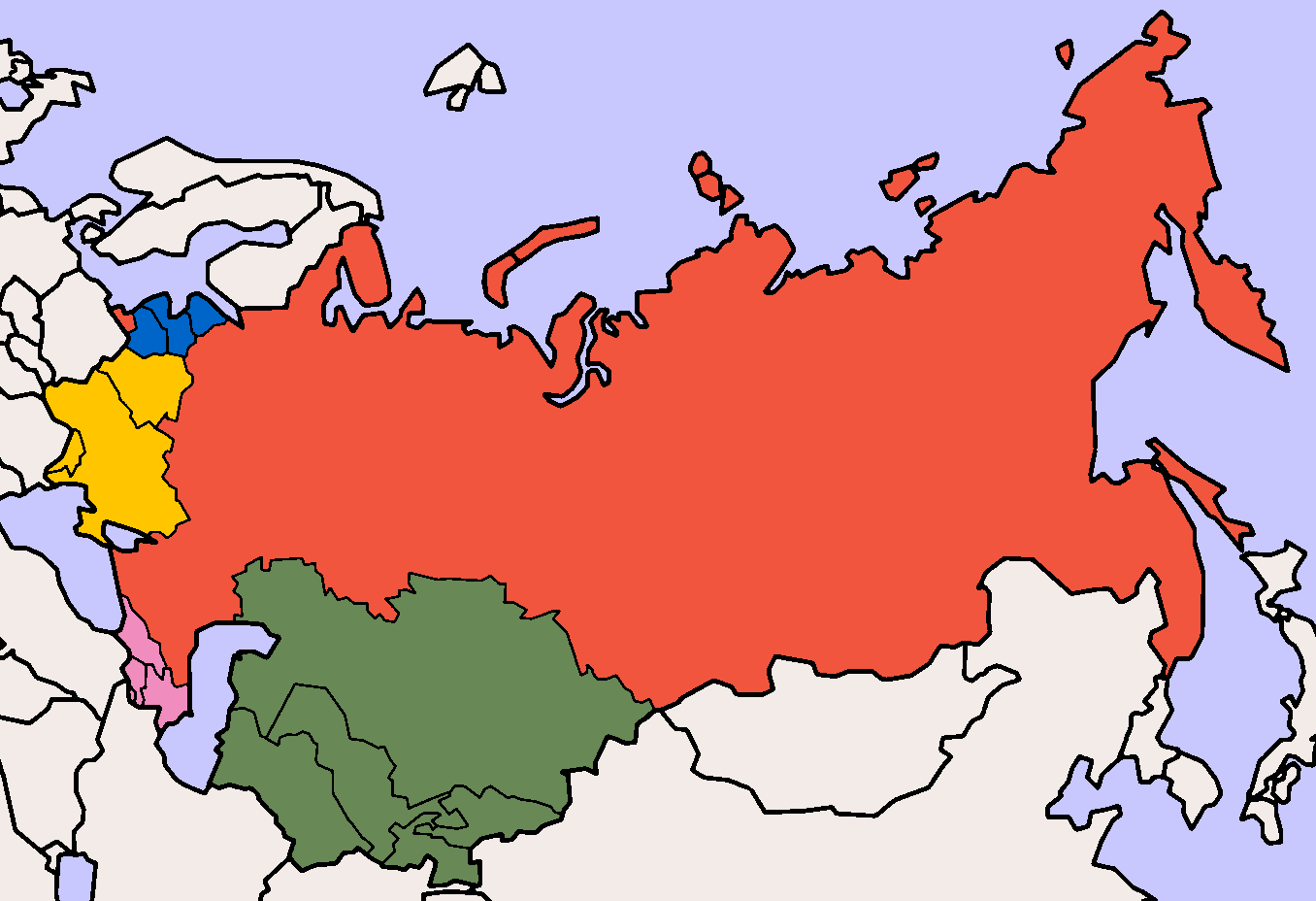
Geläufigste Klassifikation der postsowjetischen Staaten: rot: Russland, grün: Zentralasien, rosa: Kaukasus, gelb: Osteuropa, blau: Baltikum

  - Russische Föderation (wird jedoch völkerrechtlich statt als Nachfolgestaat als sogenannter Fortsetzerstaat der Sowjetunion angesehen)

- Osteuropa:
  - Belarus
  - Republik Moldau
  - Ukraine

- Zentralasien:
  - Kasachstan
  - Kirgisistan
  - Tadschikistan
  - Turkmenistan
  - Usbekistan

- Kaukasus:
  - Armenien
  - Aserbaidschan
  - Georgien

Russland bildet sowohl wegen seiner Größe wie wegen seiner dominanten Stellung in dieser Region eine eigene Kategorie.
Die Staaten Osteuropas einschließlich Russland haben eine lange gemeinsame Geschichte. Gebiete in Zentralasien und im Kaukasus wurden erst im 18. und 19. Jahrhundert von Russland erobert.

## Ethnische und territoriale Konflikte
Seit Beginn der 1990er Jahre gibt es in den postsowjetischen Staaten ungeregelte sezessionistische Konflikte. Neben den oben genannten neuen Staaten gibt es einige nicht unabhängige und „nichtanerkannte Staaten“ (De-facto-Regime), denen insbesondere die internationale Anerkennung und ein offizieller Status fehlen und die Gegenstand von (auch bewaffneten) Konflikten sind:
- Tschetschenien, wo Guerilla-Gruppen die Unabhängigkeit von Russland anstreben;
- Transnistrien, de facto unabhängig von der Republik Moldau;
- Abchasien, de facto unabhängig von Georgien;
- Südossetien, de facto unabhängig von Georgien;
- Republik Arzach (bis 2017 Berg-Karabach), de facto unabhängig von Aserbaidschan, 2023 gewaltsam von Aserbaidschan aufgelöst;
- Talysch-Mugan, sucht mehr Autonomie von Aserbaidschan;
- Autonome Republik Krim (russische Bezeichnung Republik Krim) und Stadt Sewastopol, Unabhängigkeitsbestrebungen von der Ukraine bzw. Anschluss an Russland.

## Multilaterale Organisationen im postsowjetischen Raum (Auswahl)
Für den politischen Dialog und die Kooperation der Nachfolgestaaten der Sowjetunion wurden eine Reihe von multilateralen Organisationen und Institutionen gegründet:
- Gemeinschaft Unabhängiger Staaten (GUS), der heute zehn der 15 Länder angehören (alle außer den drei baltischen Ländern, Georgien und der Ukraine);
- Gemeinschaft nicht-anerkannter Staaten (auch als GUS-2 oder CDRN bekannt), informell als „Anti-GUAM“ bezeichneter Zusammenschluss Abchasiens, Südossetiens, Transnistriens und Arzachs;
- Organisation des Vertrags über kollektive Sicherheit (OVKS);
- Eurasische Wirtschaftsgemeinschaft (EAWG), 2015 zur Eurasischen Wirtschaftsunion (EAWU) weiterentwickelt

Die Integration bzw. Reintegration des postsowjetischen Raums ist seit den 1990er Jahren ein dominierendes Thema des russischen politischen Diskurses. GUAM stellt eine Allianz der vier Länder Georgien, Ukraine, Aserbaidschan und Republik Moldau dar, die gegründet wurde, um dem russischen Einfluss in ihren Regionen entgegenzuwirken.
Die Russisch-Belarussische Union war ein weit fortgeschrittenes Integrationsprojekt innerhalb der GUS. Das Ziel eines Staatenbundes wurde aber bisher nicht erreicht. Nach einer Integration im militärischen und militärisch-industriellen Bereich stagnierte das Projekt.